# Gyrinus vindilicus
Gyrinus vindilicus là một loài bọ cánh cứng trong họ van Gyrinidae. Loài này được Lesne miêu tả khoa học năm 1927.